# Ильхом
Ильхом (узб. Ilhom teatri) — драматический театр в Ташкенте, Узбекистан. Первый независимый театр в советском Узбекистане. Первоначальное название ЭСТМ «Ильхом» — «Экспериментальная студия театральной молодёжи» — актёров, художников, музыкантов, театроведов.

## История театра
Театр «Ильхом» — один из первых на территории Советского Союза профессиональных негосударственных театров. Он был основан в 1976 году режиссёром Марком Вайлем, который до своей трагической гибели в сентябре 2007 года являлся его художественным руководителем, и группой выпускников Ташкентского театрально-художественного института, как театр-студия профессиональных актёров.
Начинался театр с представления «Масхарабоз-76», сделанного в традициях уличного театра. С этим представлением труппа отправилась выступать в Новгородскую область. Это было апробирование иного способа существования профессионального актёра в условиях постоянной импровизации.

### Этапы развития театра
По словам основателя театра Марка Вайля, существовало три стадии, три этапа развития театра «Ильхом»: «это всегда был некий круг и поток людей, которые делали что-то, когда им было что делать, но как только заканчивался смысл их работы в «Ильхоме», они уходили».
Первый этап условно можно определить с момента основания в 1976 году и приблизительно до 1982 года, когда состоялись его первые гастроли в Москве (на малой сцене театра «Моссовета»). Репертуар «Ильхома» вызвал в Москве огромный резонанс. Марк Вайль говорил:

Мы были свободны в экспериментах с формой и стилем в наших спектаклях, не заявляя о приверженности никакой идеологии — и этого было достаточно, чтобы во времена начала „Ильхома“ наши работы воспринимались как „антисоветсткие спектакли“.
К этому периоду относятся спектакли: «Утиная охота» А. Вампилов, «Мещанская свадьба» Б. Брехт, «Сцены у фонтана» С. Злотников.
Второй этап можно отнести к «перестроечным» годам. В это время в театре стали играть спектакли импровизации без слов: визуальный театр-метафора, театр клоунады. К этому периоду относятся спектакли «Рэгтайм для клоунов» М. Вайль, «Кломадеус» М. Вайль, «Петрушка» (по мотивам балета И. Стравинского «Петрушка»).
Третий этап в развитии театра «Ильхом» Марк Вайль определял с момента развала СССР и возникновения независимого Узбекистана. Примером спектакля того периода по мнению режиссёра является спектакль «Счастливые нищие» Гоцци, являющийся по сути импровизацией на тему современного Самарканда в стиле комедии дель арте. Как сказал Вайль в своём интервью информационному агентству «Росбалт» в апреле 2006 года, в этом спектакле «ожили традиционные маски этого жанра и идентичного ему узбекского масхарабоза». Также к этому периоду относятся спектакли «Белый белый чёрный аист» драматурга Абдуллы Кадыри, «Подражание Корану»А. Пушкина, «Радение с гранатом» М. Вайля, Дм. Тихомирова.
Четвёртый этап творческой жизни театра «Ильхом» начался после трагического события 7 сентября 2007 года — гибели Марка Вайля. После гибели Марка Вайля художественным руководителем театра Ильхом стал актёр Борис Гафуров. Сейчас театр развивает одновременно два направления: классика («Семь лун» Алишера Навои) и современная драматургия («Облом off» Михаила Угарова, «Хлам» Михаила Дурненкова, «Дождь за стеной» Ю.Клавдиева).
Театр посетил с гастролями Германию, Францию, Австрию, Великобританию, Ирландию, Норвегию, Данию, Литву, Югославию, Грузию, Израиль, Японию, США и многие города России.
Сегодня «Ильхом» — это культовое место, объединившее:
- Театральную площадку — более 15 наименований спектаклей: от мировой классики до современной драматургии,
- Выставочный зал — фестиваль Public Art, выставки художников и фотографов,

А также проекты:
- llkhomRockFest — выступления рок-музыкантов,
- llkhomJazzCIub — джазовые вечера, мастер-классы, приглашённые музыканты из стран СНГ, Европы и США,
- Лаборатория Артёма Кима «Театр + Музыка». Музыкальные вечера ансамбля Omnibus,
- Лаборатория инклюзивного театра – социализация людей с ограниченными возможностями,
- Проект «Литера» – встречи с поэтами и писателями Узбекистана,
- Мастер-классы для взрослых и детей по актёрскому мастерству, вокалу и сценической речи,
- Лаборатория молодых режиссёров Центральной Азии,
- Дни современной драматургии

Театр «Ильхом» признан европейскими и российскими критиками и принимает участие в театральных фестивалях по всему миру.
Здание театра «Ильхом» внесено в перечень объектов культурного наследия Узбекистана.

### Гастроли и международные проекты театра «Ильхом»
1987
- Грузия (Тбилиси): Всесоюзный фестиваль молодёжных спектаклей – «Дом, который построил Свифт»
- Болгария (София, Хасково): «Мещанская свадьба» Б. Брехта, «Прощай, овраг», «Сцены у фонтана», «Петрушка» И. Стравинского.

1988
- Россия (Москва): «Театр-88» – «Кломадеус».

1989
- Германия (Ландсхут, Шондорф): «Рэгтайм для клоунов», «Кломадеус»
- Югославия (Белград); Македония (Скопье, Битола): «Мещанская свадьба», «Петрушка»,  «Кломадеус»», «Рэгтайм для клоунов».
- 1990 г.
- Норвегия (Осло), Дания (Копенгаген): «Мещанская свадьба», «Кломадеус»»,
- Литва (Вильнюс): «Мещанская свадьба», «Кломадеус», «Прошло 200 лет».
- Россия (Москва): «Мещанская свадьба», «Кломадеус», «Прошло 200 лет».

1991
- Ирландия (Дублин, Лимерик):  «Кломадеус», «Рэгтайм для клоунов».
- США (Нью-Йорк, Филадельфия), «Дунау Фестиваль» (Австрия): «Кломадеус», «Рэгтайм для клоунов».

1992
- Италия (Болонья): «Регтайм для клоунов» «Кломадеус».

1993
- Нидерланды (Лимбург, Маастрихт): «Регтайм для клоунов»
- Чехословакия (Колин): «Кломадеус».

1993
- Ташкент. «Театр: Восток-Запад»: «Счастливые нищие».

1996
- Германия. Европейский Театральный Фестиваль в Реклингхаузене (Реклингхаузен, Мюльхейм, Саарбрюкен):«Мещанская свадьба», «Счастливые нищие».

1997
- Германия. Европейский Театральный Фестиваль в Реклингхаузене: «Кломадеус».

1998
- Ташкент. Премьера совместного проекта «Король Юбю» А.Жарри театра «Ильхом» и Немецкий драматический театр из Алматы (Казахстан).

1998
- Германия. Европейский  Театральный Фестиваль в Реклингхаузене: Премьера проекта «Отель Вавилон». Совместно: театр «Ильхом» и модерн-балет «Shapiro&Smith Dance» (США).

2000
- Германия. Европейский Театральный Фестиваль в Реклингхаузене: Премьера совместного проекта «Медея/Алкеста» Еврипида.

2001
- Германия. Европейский Театральный Фестиваль в Реклингхаузене: «Бесплодные усилия любви» В. Шекспир. Совместно с Folkwang-Hochschule Эссенского университета (Германия), Yoram Loewenstein Studio г. Тель-Авива (Израиль), School of Drama Вашингтонского университета г. Сиэтла (США) и театра «Ильхом».

2002
- Россия (Санкт-Петербург). Фестиваль «Балтийский Дом»: «Встречи в России» – «Счастливые нищие», «Свободный роман», «Мещанская свадьба».
- Россия (Москва). Юбилейная Ретроспектива спектаклей театра «Ильхом» на сцене МХТ им.Чехова: «Счастливые нищие», «Свободный роман», «Мещанская свадьба», «Король Юбю»
- Франция (Нанси). Европейский Театральный Фестиваль «Passages»: «Король Юбю» А.Жарри;
- Германия. Европейский  Театральный Фестиваль в Реклингхаузене: «Подражания Корану» А.Пушкина

2004
- Ташкент. Премьера совместного проекта: Британский совет, театр «Ильхом», Theatre «On» (Англия) «Про любовь…»
- США (Лос-Анджелес, Тюсон): «Подражание Корану»
- Россия (Москва): Диптих по произведениям А.Пушкина «Подражания Корану» и «Свободный роман».

2006
- Ташкент. Премьера проекта «Радение с гранатом» М.Вайля, Дм.Тихомирова. Проект поддержан: Doris Duke Fund for Dance of the National Dance Project, a program administered by the New England Foundation for the Arts with funding from the National Endowment for the Arts, the Doris Duke Charitable Foundation, and the Ford Foundation, Посольством США в Узбекистане.

2007, июнь – Израиль (Иерусалим, Холон), Германия (Ганновер): спектакль «Белый белый чёрный аист» А.Кадыри.
2007, март – Япония (Мацумото, Токио): спектакль «Подражания Корану» А.Пушкин.
2008, март-май – США (Сиэтл, Огайо, Нью-Хэмпшир, Индиана, Сан-Франциско): спектакли «Белый белый черный аист» А.Кадыри, «Радение с гранатом» М.Вайля, Дм.Тихомирова.
2008, июнь – Фестиваль Theaterformen (Германия): «Радение с гранатом» М.Вайля, Дм.Тихомирова.
2008, декабрь – Европейский Театральный Форум (Ницца, Франция): спектакль «Орестея» Эсхила.
2009, апрель – программа «Маска плюс» при фестивале-премии «Золотая маска»: спектакли «Радение с гранатом» М.Вайля, Дм.Тихомирова и «Орестея» Эсхила.
2009, июнь – Европейский театральный фестиваль Theaterformen в Брауншвайге (Германия).
2009, сентябрь – Международный театральный фестиваль «Konfrontacje Teatralne» в г. Люблин, Польша: спектакль «Орестея» Эсхила.
2012, декабрь – премьера спектакля «Привидения» в рамках Фестиваля Ибсена в Дели  (Delhi Ibsen Festival).
2012, март – Международный фестивале театра и кино «Золотая крыша» в Ярославле: спектакль «Три высокие женщины» Э. Олби.
2012, март – «Маска плюс» при фестивале-премии «Золотая маска»: спектакль «Плюс-минус двадцать».
2014, март – «Новая пьеса» при фестивале-премии «Золотая маска»: спектакль «Дождь за стеной» Ю.Клавдиев.
2014, ноябрь — Международный Театральный Фестиваль «Откровение» в Алматы: спектакль «Дождь за стеной» Ю.Клавдиев.
2015, июнь – V Международный Платоновский Фестиваль Искусств в Воронеже: спектакль «Семь Лун» А.Навои.
2016, февраль –  гастроли лабораторного мультимедийного проекта «Приключение’С» в театре «АРТиШОК», Алматы
2016, октябрь – XIV Международный фестиваль исполнительских искусств HIGH FEST в Ереване: спектакль «Семь Лун» А.Навои.
2018, февраль – Международный Театральный Фестиваль «Откровение» в Алматы: спектакль «Аэропорт».
2019, сентябрь – гастроли театра со спектаклями: «Цветаева. Федра» и «Собачье сердце» на сцене Центра драматургии и режиссуры.
2021, сентябрь – участие в конференции TEDXASTANA 2021 со спектаклем «I love you, but».

### Выходцы из театра «Ильхом»
- Виктор Вержбицкий
- Тимур Бекмамбетов
- Артём Артемьев;
- Владимир Терещенко;
- Джаник Файзиев
- Владимир Кисаров
- Антон Пахомов
- Наргис Абдуллаева

## Труппа
| - Борис Гафуров - Заслуженная арт. РУз Марина Турпищева - Заслуженная арт. РУз Ольга Володина - Заслуженный арт. РУз Сейдулла Молдаханов - Алексей Писцов - Владимир Юдин - Бернар Назармухамедов - Христина Белоусова - Ян Добрынин - Максим Фадеев - Юлия Плакида - Наталья Ли - Рустам Мамедов - Абдулазиз Ходжаев - Клара Нафикова - Нигина Джабарова - Галина Борисова - Глеб Голендер - Рустам Мусакулов - Миша Сафарян - Фаррух Молдаханов - Рафаэль Бабаджанов - Умид Рахаталиев - Гималь Гафиятуллин - Петр Кирюхин - Эмиль Хайрулин | - Аброр Юлдашев - Александр Златин - Аскар Урманов - Адолат Кимсанова - Алина Цимерман - Анастасия Прядкина - Дюрен Казак - Джемма Фаградян - Зилола Рузиева - Зульфия Раимкулова - Нигора Каримбаева - Малика Ибрагимова - Райхон Улайсенова - Анвар Картаев - Элина Климова - Тимур Бегматов - Вадим Сторожев - Марлен Гибель - Джейсон Салазар - Бахтияр Кари-Якубов |

## Спектакли

### Текущий репертуар
- 1992 «Счастливые нищие» Карло Гоцци. Режиссёр: Марк Вайль[10][11]
- 1996 «Квартал Тортилья-Флэт» Джон Стейнбек. Режиссёр:Марк Вайль[12]
- 1998 «Белый белый чёрный аист» Абдулла Кадыри. Режиссёр: Марк Вайль[13]
- 1999 «Свободный роман» Александр Пушкин. Режиссёр: Марк Вайль[14]
- 2005 «Три высокие женщины» Эдвард Олби. Режиссёр: Марк Вайль
- 2010 «Семь лун» (по «Семи планетам» А.Навои). Режиссёр:Владимир Панков[15]
- 2011 «Соло для женщины с фортепиано». Режиссёр Георгий Дмитриев
- 2013 «Дождь за стеной» Юрий Клавдиев. Режиссёр: Владимир Панков[16]
- 2014 музыкально-поэтический вечер «Сергей Есенин. Небесный барабанщик»
- 2015 «Золотой дракон» Р. Шиммельпфеннинга. Режиссёр: Станислав Цзю
- 2017 «Жестяной барабан» Ф. Шлендорфа. Режиссёр: Борис Гафуров
- 2017 «Собачье сердце» М. Булгакова. Режиссёр: Артём Ким
- 2017 «Цветаева. Федра» М. Цветаева. Режиссёр: Владимир Панков
- 2018  "Академия смеха (Перо на песке)" К. Митани.  Режиссёр: М. Фадеев
- 2019 «Кабаре X studio». Режиссёр: Борис Гафуров
- 2020  пластический спектакль «Квартет». Режиссёр: Мария Тихомолова
- 2020 «Завтра» Никита Макаренко. Режиссёр: Артем Ким
- 2021 «Сын» Флориана Зеллера. Режиссёр: Борис Гафуров
- 2021 «I love you, but» Мириам Чолль
- 2021 «Играем Стриндбега» Ф. Дюрренматт. Режиссёр: М. Фадеев
- 2021 «Людка» Женечка Палехова
- 2022 "Танец Дели" по мотивам пьесы Ивана Вырыпаева. Хореограф-постановщик Е.Кислова
- 2022 "Превью из Улисса. Джойс" Дж. Джойс. Режиссёр: М. Фадеев
- 2022 "Три сестры" А. П. Чехова Режиссёр: Н. Ли
- 2023 "Тартюф" Ж. Б. Мольера Режиссёр: Борис Гафуров
- 2023 "Щелкунчик…Начало. Или сказка о принцессе Пирлипат" Э.Т.А. Гофмана Режиссёр: А. Четвериков

## Премия «Ильхом» имени Марка Вайля
Инициатором учреждения Премии «Ильхом» стал художественный руководитель театра Марк Вайль. По его замыслу, премия должна была стать ежегодным форумом, на котором общественность Узбекистана смогла бы отметить наиболее выдающиеся достижения в области культуры, искусства и масс-медиа. Важной составляющей концепции форума является свобода от политической и рыночной конъюнктуры. Премия отмечает работы в области культуры, искусства и масс-медиа за их истинную художественную и общественную значимость. В 2007 году Премии «Ильхом» присвоено имя её создателя — Марка Вайля.
Лауреатами премии в разные годы становились заслуженные артисты Узбекистана Ольга Володина и Джамшид Закиров, актриса Малика Ибрагимова, актёр Антон Пахомов, режиссёр Баходыр Юлдашев, хореограф Лилия Севастьянова, композитор Дмитрий Янов-Яновский, критик Камаритдин Артыков, художник по костюмам Васса Васильева, режиссёр Ходжакули Овлякули и другие.

## Студия театра «Ильхом»
Студия открылась в 1989 году.
Мастерами студии являются ведущие актёры «Ильхома», педагоги-профессионалы, высококвалифицированные специалисты различных профилей, практики театра. В работе студии принимают участие зарубежные коллеги из школ-партнёров «Ильхома» из Франции, Германии, США, России. Цикл обучения длится три года. По окончании каждого семестра (всего 6 семестров) проводятся зачёты и открытые уроки-экзамены.
Выпускным спектаклем I студии (1993 год) стал объединяющий «ильхомовские» поколения спектакль-фантазия о Самарканде на основе комедии К. Гоцци «Счастливые нищие». Спектакль до сих пор с успешно идёт в репертуаре. Постановщики спектакля синтезировали в нём традиции комедии дель арте с традиционной народной узбекской комедией — масхарабоз.
На сегодняшний день театр выпустил XI студию.

## Примечание
1. ↑  Слово Ильхом происходит от арабского «ильхам», «вдохновение, ниспосланное Богом». Первоначально, в 1976 году, когда театр возник, такое название имел клуб творческой молодёжи, под началом которого начал своё существование театр. Позднее это слово прочно закрепилось именно за театром. Архивированная копия. Дата обращения: 9 сентября 2007. Архивировано из оригинала 29 сентября 2007 года.
2. ↑  «Ильхом» — это больше, чем театр. Интервью Марка Вайля информационному агентству «Росбалт», 07.04.2006 года Архивная копия от 29 сентября 2007 на Wayback Machine
3. ↑  Неизвестный известный «Ильхом» Архивная копия от 3 декабря 2008 на Wayback Machine
4. ↑  «Ильхом» — это больше, чем театр — театр — Росбалт Архивная копия от 29 сентября 2007 на Wayback Machine
5. ↑  Масхарабоз — узбекский национальный разговорный жанр.
6. ↑  Юлия Нетёсова, «Прощание с Марком Вайлем». «Росбалт», 13 сентября 2007 года. Архивная копия от 29 сентября 2007 на Wayback Machine: Эта пьеса, сохранившаяся в черновиках, была написана узбекским прозаиком Абдуллой Кадыри в тридцатые годы XX века, её Марк Вайль собирал по архивам два года. В спектакле затрагивается весьма непростая для консервативного общества тема: действие происходит в начале XX века в Ташкенте, и по сценарию молодой парень-узбек начинает испытывать к своему другу чувства, которые переполняют его и, возможно, уже не помещаются в определение дружбы. Поднятие этой темы в театре «Ильхом», даже в очень аккуратной эстетической манере, которая всегда была присуща Вайлю, безо всякой грязи и порнографии, явилось по мнению ряда комментаторов своего рода нарушением культурного табу.
7. ↑  Постановка этого спектакля возможно и сыграла роковую роль в судьбе режиссёра и основателя театра «Ильхом» Марка Вайля, убитого в Ташкенте в сентябре 2007 года. Как сообщало Информагентство «Фергана.ру» 12 февраля 2010 года (Информагентство Фергана.ру. «Узбекистан: Обвиняемые в убийстве Марка Вайля считают режиссёра виновным в собственной смерти» Архивная копия от 6 мая 2016 на Wayback Machine), по словам обвиняемых в убийстве Марка Вайля, «они посмотрели спектакль „Подражание Корану“, который им не понравился, так как, по их мнению, в нём оскорбляли пророка Мухаммеда. Это и послужило поводом для убийства режиссёра».
8. ↑  10 зданий эпохи модернизма внесены в перечень объектов культурного наследия Узбекистана (+фото). Газета.uz. Дата обращения: 20 мая 2024. Архивировано 20 мая 2024 года.
9. ↑  Труппа театра «Ильхом». Дата обращения: 23 ноября 2012. Архивировано 24 февраля 2013 года.
10. ↑  РЕПЕРТУАР / Театр Марка Вайля «Ильхом». «Счастливые нищие» фантазия по пьесе Карло Гоцци Архивная копия от 7 января 2009 на Wayback Machine
11. ↑  Счастливый «Ильхом» накануне «Счастливых нищих», pr.uz Архивная копия от 13 августа 2013 на Wayback Machine
12. ↑  РЕПЕРТУАР / Театр Марка Вайля «Ильхом». «Квартал Тортилья-Флэт» Джон Стейнбек Архивная копия от 5 июля 2008 на Wayback Machine
13. ↑  РЕПЕРТУАР / Театр Марка Вайля «Ильхом». «Белый белый чёрный аист» Ёлкин Туйчиев, Марк Вайль Архивная копия от 3 декабря 2008 на Wayback Machine
14. ↑  РЕПЕРТУАР / Театр Марка Вайля «Ильхом». «Свободный роман» Александр Пушкин Архивная копия от 23 сентября 2011 на Wayback Machine
15. ↑  РЕПЕРТУАР / Театр Марка Вайля «Ильхом». «Семь лун» Алишер Навои (недоступная ссылка)
16. ↑  Дождь за стенами «Ильхома», neweurasia.net. Дата обращения: 5 июня 2013. Архивировано 7 мая 2013 года.